# Besenbüren
Besenbüren (gsw. Bäsibüre) – gmina (niem. Einwohnergemeinde) w Szwajcarii, w kantonie Argowia, w okręgu Muri. Liczy 632 mieszkańców (31 grudnia 2020).